# Carlos Fulgêncio da Cunha Peixoto
Carlos Fulgêncio da Cunha Peixoto (Teófilo Otoni, 8 de dezembro de 1911 — 8 de novembro de 1989) jurista brasileiro. Foi um ministro do Supremo Tribunal Federal do Brasil.

## Biografia
Era filho do desembargador Eustáquio da Cunha Peixoto e de D. Alzira Fulgêncio Peixoto.
Bacharelou-se em Direito pela Faculdade de Direito da Universidade Federal de Minas Gerais em 20 de novembro de 1935.

## Vida profissional
Foi advogado na cidade de Ibiá de 1936 a 1946 e, posteriormente, em Belo Horizonte, de 1946 a 1958.  Ocupou o cargo de consultor jurídico da Secretaria de Finanças do Estado de Minas Gerais.
Em 1958, passou a ocupar o cargo de desembargador do Tribunal de Justiça de Minas Gerais, onde foi presidente da 3ª Câmara Cível e a vice-presidência do Tribunal, sendo membro do Conselho Superior da Magistratura Mineira.
Também ocupou o cargo de presidente do IOA (Instituto da Ordem dos Advogados), em Minas Gerais, e tesoureiro da OAB/MG.
Foi professor de Direito Comercial na Faculdade Mineira de Direito da Pontifícia Universidade Católica de Minas Gerais. Em 1965 foi professor de Direito Comercial Comparado na Faculdade de Direito da Universidade Federal de Minas Gerais e orientador e professor do curso de extensão Universitária sobre Títulos de Crédito, da Faculdade Mineira de Direito, da Pontifícia Universidade Católica de Minas Gerais.
Foi nomeado ministro do Supremo Tribunal Federal em 30 de junho de 1975 pelo presidente Ernesto Geisel, no lugar do ministro Aliomar de Andrade Baleeiro, e tomou posse em 4 de julho de 1976.